# Spoorlijn Aachen-Rothe Erde - Hahn
De spoorlijn Aachen-Rothe Erde - Hahn was een Duitse spoorlijn in Noordrijn-Westfalen en was als spoorlijn 2563 onder beheer van DB Netze. 

## Geschiedenis
Het traject werd door de Preußische Staatseisenbahnen geopend op 1 juli 1885 als onderdeel van de Vennbahn richting Sankt Vith. Personenvervoer werd opgeheven in 1960, goederenvervoer volgde tussen 1969 en 1984.

## Aansluitingen
In de volgende plaatsen is of was er een aansluiting op de volgende spoorlijnen:
Aachen-Rothe Erde
DB 2600, spoorlijn tussen Keulen en Aken
DB 2560, spoorlijn tussen Aachen Nord en Aachen-Rothe Erde
DB 2562, spoorlijn tussen Aachen Rothe Erde Rof en Aachen Rothe Erde Rpf
Hahn
DB 2572, spoorlijn tussen Stolberg en Sankt Vith